# ترار ذو عرف
تَرَّار ذو عرف أو تدرج ذو عرف (الاسم العلمي Lophura ignita)، طائر من الدجاجيات وفصيلة التدرجية ويتبع جنس ترار. طائر متوسط القد يصل طوله إلى 70 سم. موطنه الغابات المنخفضة في تايلاند وماليزيا وشبه جزيرة بورنيو وجزيرة سومطرة.

## روابط خارجية
- BirdLife Species Factsheet
- gbwf.org - Crested Fireback
- Red Data Book